# Otto Group

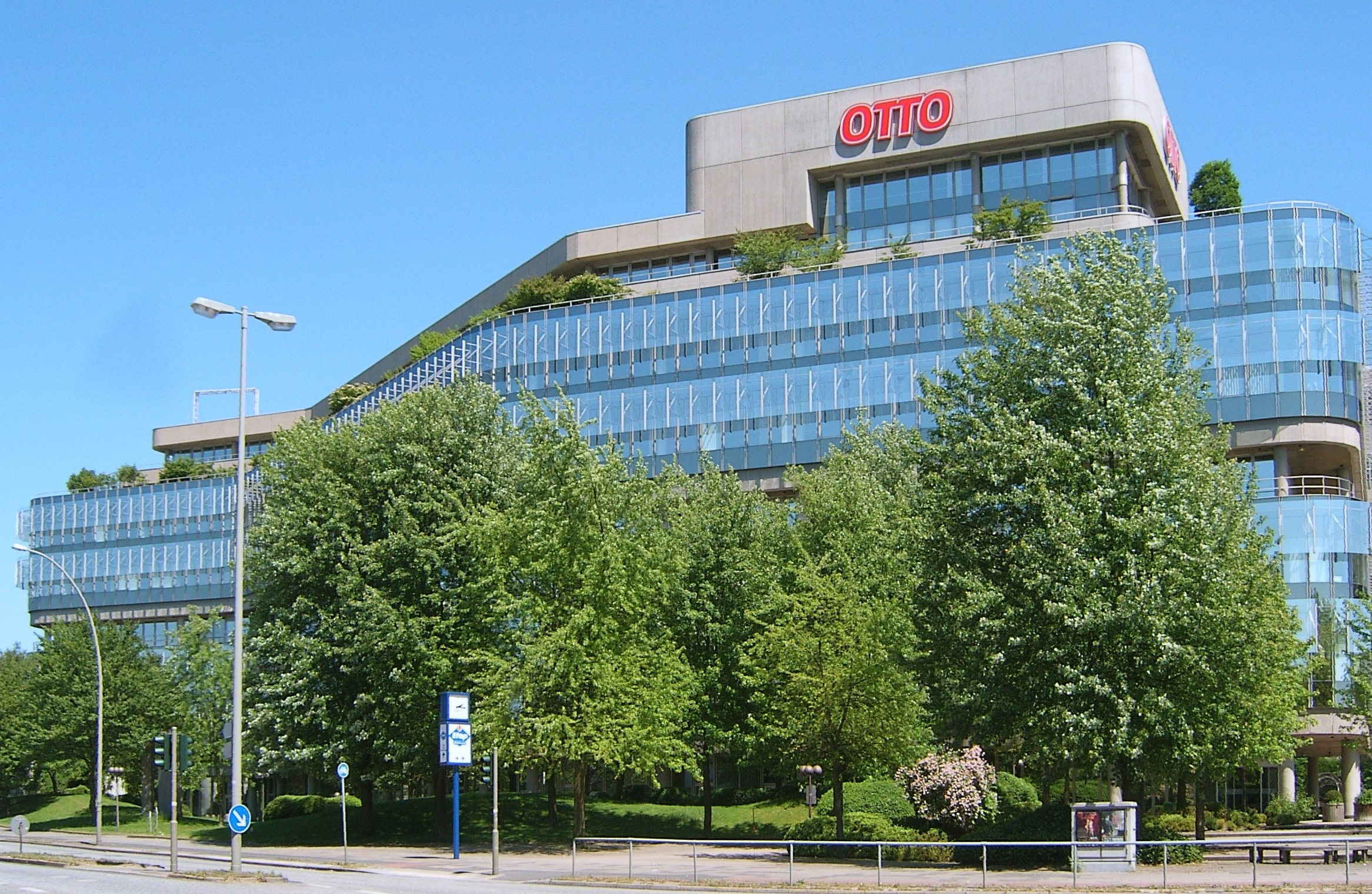
Hoofdkantoor van Otto in Hamburg

De Otto Group is een van oorsprong Duits postorderbedrijf. Het Nederlandse postorderbedrijf Otto B.V., voor 100% een dochterbedrijf van de Otto Group, is gevestigd in Tilburg.

## Geschiedenis
Het bedrijf werd op 17 augustus 1949 opgericht door Werner Otto onder de naam Werner Otto Versandhandel. De onderneming lag oorspronkelijk in Hamburg-Schnelsen, een stadsdeel van Hamburg. In 1960 verhuisde de onderneming naar Hamburg-Bramfeld, waar tot op heden het hoofdkantoor van de onderneming is gevestigd. Sinds 1979 is het bedrijf ook in Nederland actief.